# Distretto di Cullhuas
Il distretto di  Cullhuas è uno dei ventotto distretti della provincia di Huancayo, in Perù. Si trova nella regione di Junín e si estende su una superficie di  108,01 chilometri quadrati.